# Villiers-Saint-Orien
Villiers-Saint-Orien település Franciaországban, Eure-et-Loir megyében. Lakosainak száma 162 fő (2022. január 1.). Villiers-Saint-Orien Bullainville, Conie-Molitard, Courbehaye, Dancy, Nottonville és Sancheville községekkel határos.

## Népesség
A település népessége az elmúlt években az alábbi módon változott:
| Lakosok száma | 213  | 173  | 157  | 174  | 165  | 166  | 163  | 163  | 163  | 162  |
|               | 1968 | 1982 | 1990 | 2006 | 2013 | 2015 | 2017 | 2019 | 2020 | 2022 |